# Tacata' (MAXの曲)

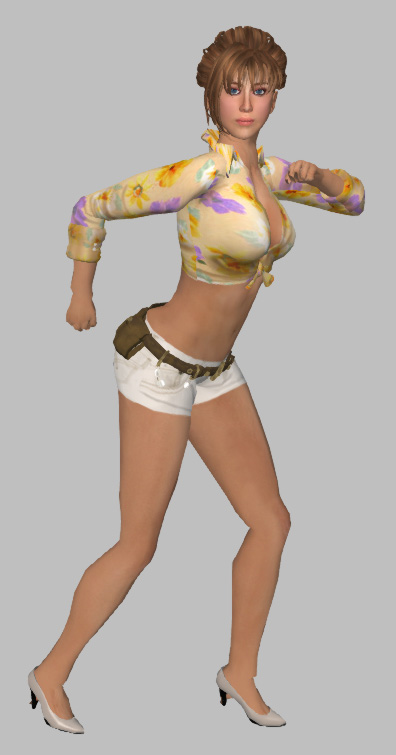
ダンスの決めポーズ

「Tacata'」（タカタ）は、MAXの33枚目のシングル。2013年8月7日にSONIC GROOVEから発売された。メンバーの Reina が育休中のため Nana、Mina、Lina の3人で収録され、MAX としては初の3人体制でのリリースとなった。

## 概要
- 表題曲は、イタリアのDJグループである『タカブロ（英語版）』が前年にリリースした「Tacata'」(en:Tacata')のラテン系ダンスチューンをカバーしたものである[1]。タカブロのオリジナル曲は、各国の計26のチャートで1位を獲得するなど欧州をメインに世界的なヒットとなり[2]、また公式ミュージックビデオのほか一般人によるダンス動画など34,000種類ものビデオが制作・アップされて総再生回数は4億回以上[3][4]、日本でもいわゆる「空耳ソング」として一部で話題になっていた[5]。
- MAXは約3年3ヶ月ぶりのシングルとしてこのタカブロの曲をカバーし、リリースに先立って2013年7月18日にYouTubeでプロモーション用ミュージックビデオを公開した[6]。このビデオで、MAXのメンバーたちは派手色のミニドレスをまとってキレのあるダンスを見せ、あるいは白いボディコン姿でセクシーなムードを見せつける[2]。ダンスの振り付けは、ハイヒールを履きながら行うエクササイズ「ヒール・ホップ」の提唱者カミラ・バレットが担当し[7]、リズムに合わせて踊りやすくフィットネスにもなるよう工夫された[2]。とはいえ、この MAX のカバーで一番の特徴となるのは、歌詞といえる[2]。その「ユニークで癖になる日本語歌詞[7]」は英語交じりのカタコトの日本語のようで[2]、「笑う門にはタカタ」「赤青黄色タカタ」など、“Tacata' とは何ぞや”を言いたいらしい意味不明なフレーズが連発される[2]。
- 本来 "Tacata" は「女性の腰の左右の動き」を意味するタカブロによる造語で、ラテン系のビデオを見ているうちに思いついたのだという[2]。MAX は "Tacata" を「人と人をつなぐ魔法の言葉」としている[7]。
- 2020年、REINAも交えた4人のバージョンの定点ダンス動画が公式YouTubeチャンネルで公開された。
- 2023年4月13日よりオンエアされた日清食品『世界のカップヌードル シンガポール風ラクサ「結局何なの？ラクサ 篇」』のテレビCMに"Tacata"の替え歌が使用された[8]。

## 評価
- ミュージックビデオの公開後、日本のネットユーザーからはノリの良いリズムや謎めいた歌詞が「面白い」と声が上がり[2]、YouTubeの再生回数は一週間で40万回[6]、発売日に70万回、一ヶ月で100万回を超えた[9]。現在は800万回再生を記録している。また Twitter などでは、例えば「一緒に行きTacata'」のように文末に Tacata' を付ける駄洒落が見られるようになった[10]。
- 原曲制作者のタカブロはMAXのミュージックビデオを観て、「最高だね! カッコイイ映像だし、彼女達も素晴らしいし、振付もユニークだね。」と高く評価した[1]。日本の芸能界でも、大島美幸、藤井隆、椿鬼奴などはこの曲が好きだと公言し、リリースイベントに駆けつけるなどしている[11]。高田文夫はこの曲を「オレのテーマソングだ」と気に入っている[12]。
- この曲のヒットに弾みがついた契機の一つとして、2013年8月25日の『行列のできる法律相談所』でのスタジオ生放送が挙げられる[4][10][11]。直前の番組『24時間テレビ』のチャリティーマラソンを完走した大島美幸をねぎらうためゲストに呼ばれたMAXはスタジオに戻った大島の目の前でTacata'を披露したが、一分半ほどの短い歌唱ながらこの反響は大きく[10][11]、直後のTwitterの書き込みは3千件以上[4][10][11]、各種の着うたチャートでもランキングが急上昇し[4]、JOYSOUND の着うたリアルタイムランキングでは一時的ながらAKB48の新曲「恋するフォーチュンクッキー」を抜いてトップに立った[4][10][11]。
- ほか、ヒットの要因の一つとして、ゲイ・コミュニティからの強い支持が挙げられている[13]。また、社会とLGBT（レズビアン、ゲイ、バイセクシュアル、トランスジェンダー）の架け橋となった活動を行ったスーパースターたちを表彰する『Tokyo SuperStar Awards』では「Tacata'」が『TSSA2013 カルチャー賞』を受賞。シークレットライブとして同曲が披露された。また、Zepp DiverCityにて開催されたゲイの祭典『TOKYO GAY NIGHT ジャパンツアー千秋楽』にはシークレットゲストとして出演。シークレットライブとして同曲他7曲披露された。TOKYO GAY NIGHT への出演をはじめ、あらゆるLGBTシーンで2013年「Tacata’」が鳴り響いた。「Everyone is able to be Tacata、 Men / Woman 以外も Tacata」という歌詞の通り、全人類に通じる少しコミカルなメッセージはLGBTに勇気と希望を与えた。

## 収録曲

### CD（通常盤）
1. Tacata' [3:00]
日本語詞：MOMO"mocha"N. / 作詞：Raul Rodriguez / 作曲：Mario Romano、Salvatore Sapienza / 編曲：okaerio
2. Summer Dream [3:05]
作詞：MOMO"mocha"N. / 作曲：Nevada、Scarletts Game、Francesca Thomas / 編曲：Nevada
3. TORA TORA TORA -world's end dance floor remix- [3:33]
日本語詞：鈴木計見 / 作詞・作曲：TIGER BOYS / リミックス：okaerio
4. Tacata' (Instrumental)
5. Summer Dream (Instrumental)

### CD+DVD (MUSIC VIDEO盤)
上記のCDに、以下の内容のDVDが加わる。
1. Tacata' (MUSIC VIDEO)
2. Tacata' (OFF SHOT) - 撮影時のオフショット

### CD+DVD (EXERCISE VIDEO盤)
上記のCDに、以下の内容のDVDが加わる。
1. Tacata' (LESSON) - MAXによるTacata'ダンスのレッスン
2. Tacata' (FULL CHOREOGRAPHY) - フルバージョンの振付け
3. Tacata' (DANCE VIDEO) - ダンスビデオ

3形態での発売はMAXで初めてとなる。「3形態 Complete Set」を予約/購入すると、MAXがレギュラー出演していた「晴れ、ときどきファーム!」のテーマソング『Check me!』が収録されたCDがプレゼントされる。ただし、オフィシャルファンクラブ「J-MAX」会員限定特典。

### 配信リリース
発売日にMAXとしては初の世界106カ国でのiTunesにて同時配信された。iTunesに適した音質にマスタリングした「Masterd fot iTunes」にて配信された。

## イベント

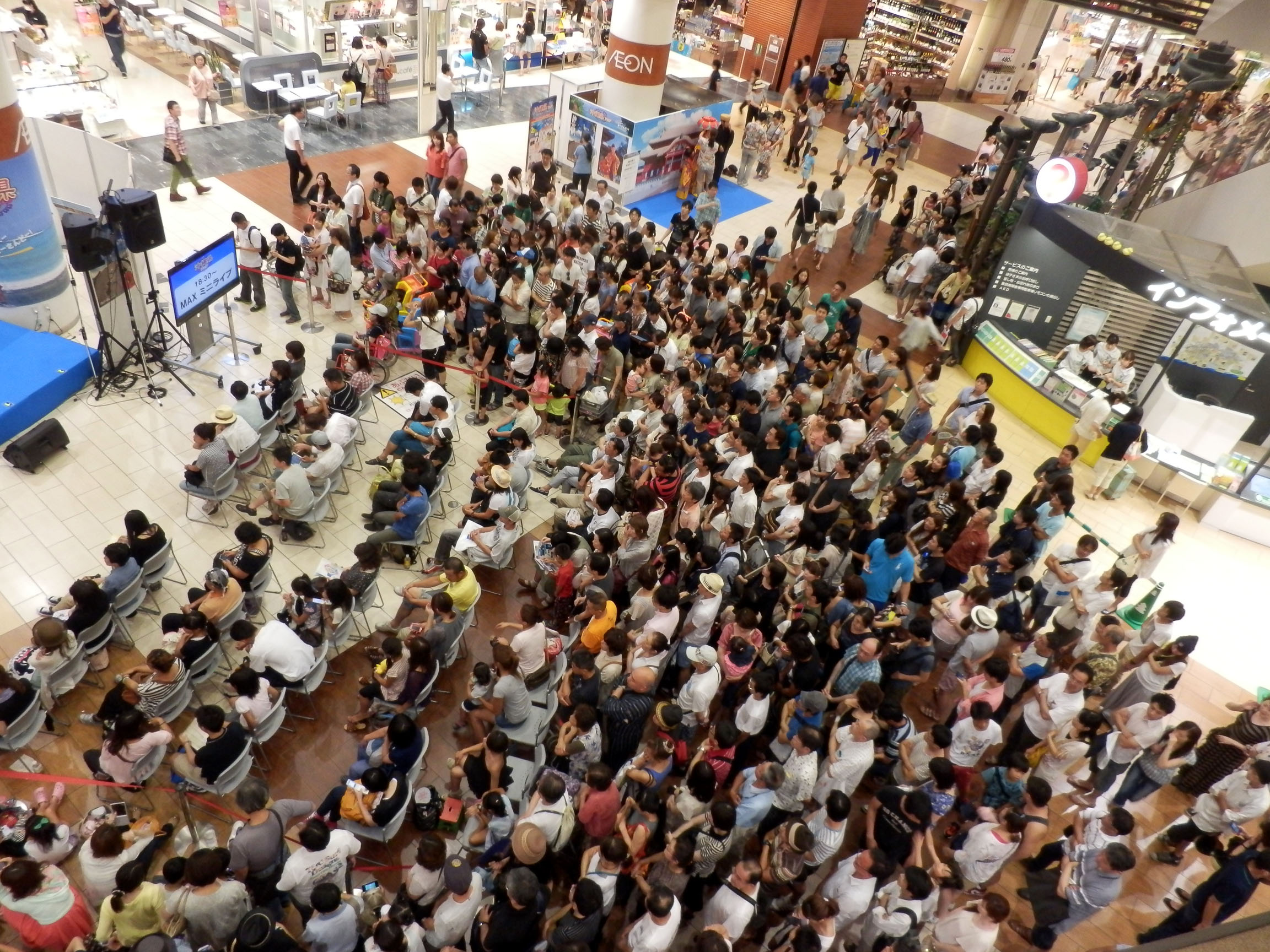
Tacata' が演じられるMAXのミニライブに集まった人々（2013年8月）

### リリースイベント
- MAX：「Tacata'」発売記念リリースイベント
  - 開催日時/開催会場
    - 2013年8月6日(火)
1回目：16:00〜 / 2回目：18:00〜/アリオ橋本 1階グランドガーデン
    - 2013年8月7日(水)
12:00〜/フジテレビ本社 1Fお台場マイナビステージ
    - 2013年8月7日(水)
1回目：16:00〜 / 2回目：18:00〜/トレッサ横浜 南棟1Fイベント広場
    - 2013年8月8日(木)
1回目：15:30〜 / 2回目17:30〜/たまプラーザテラス ゲートプラザ１Fフェスティバルコート
    - 2013年8月9日(金)
19:00〜/タワーレコード渋谷店 B1F『CUTUP STUDIO』
    - 2013年8月10日(土)
1回目：14:00〜 / 2回目：16:30〜/ラゾーナ川崎プラザ 2Fルーファ広場グランドステージ
    - 2013年8月11日(日)
1回目：14:00〜 / 2回目：16:30〜/東京ドームシティ ラクーアガーデンステージ

  - 内容：ミニライヴ・握手会（特典：うちわ）
  - セットリスト：1回目「Ride on time」〜「Summer Dream」〜「Tacata'」/ 2回目「GET MY LOVE!〜Seventies〜TORA TORA TORA」〜「Summer Dream」〜「Tacata'」

リリースイベント最終日には、マスコミ陣からの取材を前にメンバーらは「Reina が戻ってきたら、4番を作って新バージョンで披露したい」「流行語大賞と紅白歌合戦出場を狙う」と意気込んだ。

### TOKYO GAY NIGHT
2013年8月14日深夜、Zepp DiverCityにて開催されたゲイの祭典『TOKYO GAY NIGHT ジャパンツアー千秋楽』にシークレットゲストとして出演し、当日集まった約1,500人の前で8月7日に発売された新曲「Tacata'」のほか、MAX代表曲「GET MY LOVE!」や「Ride on time」などを含む計7曲を披露し、熱烈な歓迎を受けた。

## メディアでの使用
2023年4月に日清食品「カップヌードル シンガポール風ラクサ」のCMに「Tacata'」を替え歌として使用、メンバーがオリジナルのMVをリバイバルした振付や衣装でCMに出演した。